# アイム・ア・ビリーバー
「アイム・ア・ビリーバー」は、SPYAIRの17枚目のシングル。2015年10月21日にSony Music Associated Recordsより発売された。

## 概要
前作「ファイアスターター」から約3か月ぶりのリリースとなるシングル。表題曲は、テレビアニメ『ハイキュー!! セカンドシーズン』のオープニングテーマに起用され、同バンドとしては2度目のタイアップとなった。
表題曲にはミュージック・ビデオが制作されており、とある学校に突如メンバーが登場し、楽曲を熱唱する内容となっている。
期間限定通常盤と通常盤の2形態でリリース。期間限定通常盤は『ハイキュー!!』の描き下ろしアニメ絵柄コミック風ジャケットとなっている。
新ボーカル・YOSUKEによる再レコーディング・バージョン「アイム・ア・ビリーバー - New Version -」がEP『オレンジ』のカップリング曲として収録された。

## 収録内容
| 全作詞: MOMIKEN、全作曲・編曲: UZ。 |                                                         |         |            |      |
| #                                   | タイトル                                                | 作詞    | 作曲・編曲 | 時間 |
| 1.                                  | 「アイム・ア・ビリーバー」                              | MOMIKEN | UZ         | 3:39 |
| 2.                                  | 「イマジネーション (Live at FUJI-Q HIGHLAND 2015.8.8)」 | MOMIKEN | UZ         | 3:53 |
| 3.                                  | 「アイム・ア・ビリーバー」(inst.)                       | MOMIKEN | UZ         | 3:34 |
| 合計時間:                           | 合計時間:                                               | 11:06   |            |      |

## 楽曲解説
1. アイム・ア・ビリーバー
  - テレビアニメ『ハイキュー!! セカンドシーズン』オープニング・テーマ[7]

「イマジネーション」をさらに進化させた楽曲というコンセプトで制作された楽曲。歌詞には「次の自分の進むべき道は自分で切り開いていく」というメッセージが込められている[7][10]。
2. イマジネーション (Live at FUJI-Q HIGHLAND 2015.8.8)
2015年8月8日に富士急ハイランドコニファーフォレストにて行われた野外ワンマンライブ「JUST LIKE THIS 2015」のライブ音源。「ライブに来たことのない人に、その楽しさをライブ音源で伝えたい」という意向で収録された[10]。

## チャート成績
オリコンチャートのCDシングル週間ランキングでは、2015年11月2日付のランキングで最高順位9位を記録し、イマジネーション以来となるTOP10を獲得した。
ビルボードの2015年11月2日付のランキングでは、HOT 100で5位、シングルチャートで4位
、アニメチャートで「JUST ONE LIFE」以来となる1位を獲得している。

## 収録アルバム
アイム・ア・ビリーバー
- 『4』（#3）